# 6in4
 (février 2013).
Sa qualité peut être largement améliorée en utilisant un vocabulaire plus directement compréhensible.

Tunnel 6in4.

6in4 est, dans un réseau informatique, une méthode d'encapsulation d'IPv6 dans IPv4, permettant la transition d'IPv4 vers IPv6. 6in4 utilise un tunnel configuré explicitement, et le numéro de protocole 41. Cette méthode est définie dans la norme RFC 4213.
6in4 fait suivre l'entête IPv4 par le paquet IPv6, cette encapsulation augmente donc de 20 octets la taille du paquet IPv6 initial. Avec un MTU de 1500 octets sur ethernet, la taille maximale des paquets IPv6 est donc de 1480 octets. Bien que ces tunnels soient configurés explicitement, des utilitaires comme AICCU permettent d'automatiser leur création.
6to4 utilise le même mécanisme d'encapsulation que 6in4 mais ne requiert pas de configuration explicite des tunnels.
6in4 est typiquement utilisé pour se connecter à un relais d'un fournisseur de tunnel à partir d'un réseau domestique.

## Traversée des traducteurs d'adresse réseau (NAT)
Il est possible que des NAT bloquent le trafic 6in4 ou requièrent une modification de leur configuration pour permettre ce trafic.

## Gestion des adresses IPdynamiques
Si une adresse IPv4 est modifiée après la création du tunnel, le fonctionnement du tunnel est interrompu. La détection de cette rupture de connexion et la reconfiguration du tunnel doit être géré par d'autres protocoles, comme le heartbeat protocol.

## Sécurité
Il n'y a pas de considération de sécurité dans protocole. Pour empêcher l'usurpation d'adresse, le fournisseur de tunnel peut limiter les adresses acceptées dans le tunnel. IPsec permet une sécurisation de bout en bout.